# Маршахт
Маршахт (нім. Marschacht) — громада в Німеччині, розташована в землі Нижня Саксонія. Входить до складу району Гарбург. Складова частина об'єднання громад Ельбмарш.
Площа — 26,12 км2. Населення становить 3993 ос. (станом на 31 грудня 2021).